# デスレース (アーケードゲーム)
『デスレース』（Death Race）は、アメリカのエキシディ（Exidy）が開発・発売したアーケード用レースゲーム。1976年4月、アーケード販売店に初めて出荷された。本作は、エキシディが1975年に発売したゲーム『Destruction Derby』を改造したもので、プレイヤーが車に激突して得点を稼ぐというものだった。『デスレース』では、「グレムリン」にぶつかってスコアを獲得することが目的になった。1人または2人のプレイヤーが異なる車を操作してプレイできる。また、初期の広告に掲載されていたゲームタイトルは『Death Race 98』だった。
本作は、人型の人物を殺すことを中心としたゲーム内容で大きな論争を巻き起こした。1976年7月、新聞や市民団体は、このゲームがバーチャルな形で暴力を助長しているとして攻撃し始めた。

## ゲーム内容

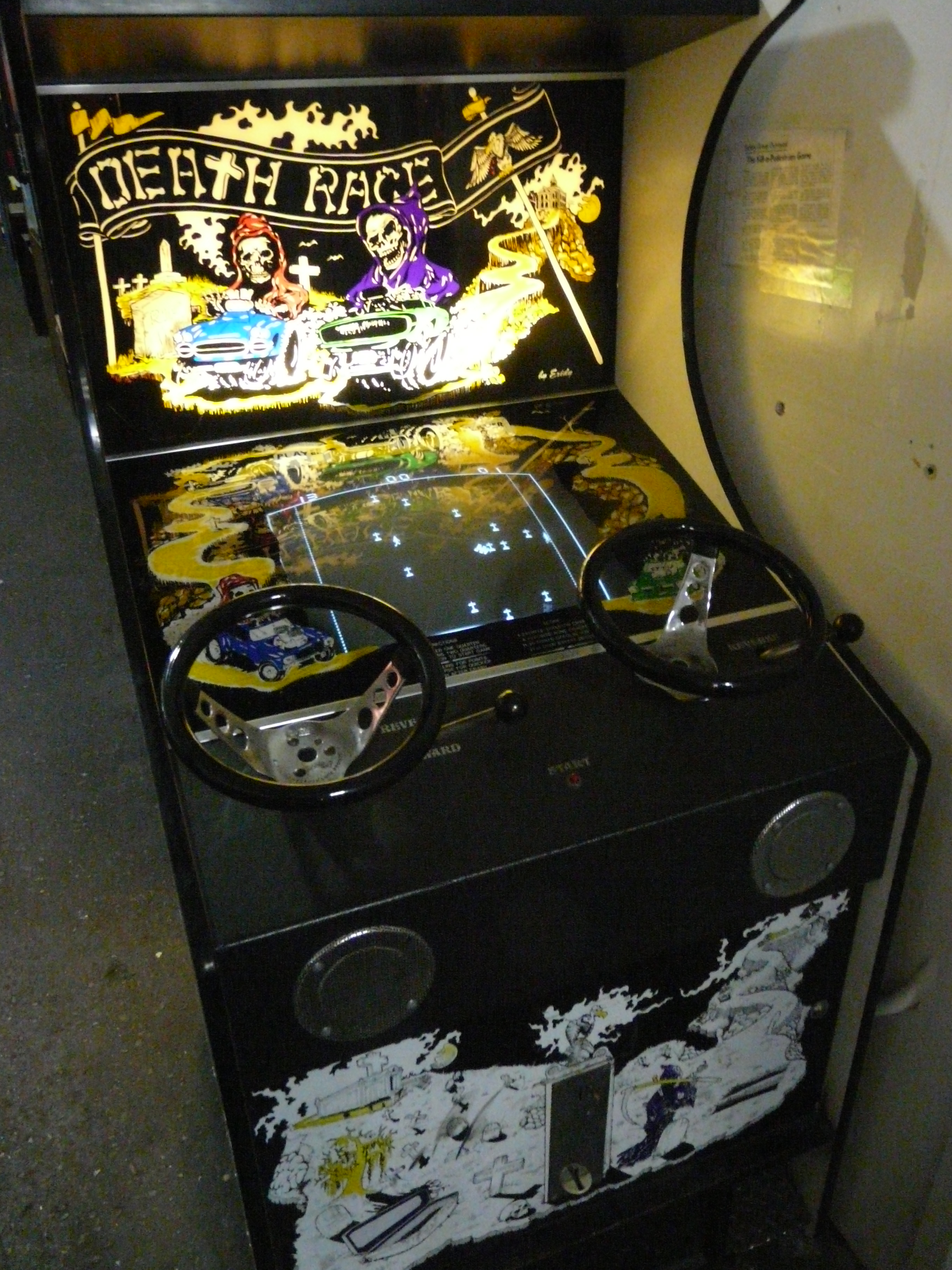
アップライト筐体

1人または2人のプレーヤーが、画面上の車をハンドルとアクセルペダルで操作する。目的は、車両から逃げる「グレムリン」を轢き殺すこと。プレイヤーがぶつかると、彼らは悲鳴や鳴き声を上げたりして、画面上で墓石に置き換えられる。これにより、画面が乱雑になり、プレイヤーは墓石を避けなければならなくなるため、ゲームの難易度が上がる。
筐体は標準的なレーシングスタイルのアップライト筐体である。白と黒を基調に、墓地を駆け抜けるマッスルカーとそれを見守る木の上のハゲワシが描かれ、マーキーとモニターベゼルは着色されている。また、一部のものは白地に黒のアートワークを持っていた。

## 歴史
1975年、エキシディは自社のゲーム『Destruction Derby』をアーケードゲーム会社のシカゴ・コインにライセンス供与して製造した。しかし、翌年シカゴ・コインは財政難に陥り、最終的には解散することになった。また、エキシディは独占的な製造権を売却したため、『Destruction Derby』から利益を得ることができなくなった。
販売代理店に紹介するための暫定的な製品を必要としていた彼らは、『Destruction Derby』を改造して、自分たちの組織が販売できるようにすることにした。ラムテックの新人エンジニア、ハウエル・アイビーは、この新製品を作成するために『Destruction Derby』にいくつかの変更を加えた。彼は、画面の左右に縁石を追加した。敵は後ろに隠れることができるが、プレイヤーが越えようとすると立ち往生してしまう。また、画面の上部と下部で、プレイヤーはアタリの『Space Race』（1973）のように反対側に回り込むことができた。
敵も車両の代わりに画面を歩き回る人形に変更された。この「グレムリン」は、プレイヤーの1人が衝突するまでプレイ空間をさまよい、衝突すると金切り声を上げて墓石を表す十字架を残して去っていく。多くの情報源が、このゲームは1975年の映画『デス・レース2000年』のライセンス作品であると報じているが、エキシディはこれを否定している。「デスレース」という名前は、アーティストのマイケル・クーパー・ハートが考案した、筐体のアートとマーケティングに描かれたアンデッド・モンスターにちなんで付けられたものである。

### 論争
エキシディは『デスレース』を、後続の『カーポロ』（1977年）が完成するまでの暫定的な製品として位置づけていた。上から見たグレムリンは人間によく似ており、60ミニッツなどの全米ニュース番組で注目された。1976年7月、AP通信の記者ウェンディ・ウォーカーが、シアトルのゲームセンターでゲームを見たことをきっかけに、エキシディに接触した。彼女は、ゲームの暴力的な内容とそれをプレイする人々への潜在的な影響を懸念して、ゲームの内容が好ましくないことを指摘した記事を書き、広く知られるようになった。
この記事を受け、1976年から1977年にかけて、ニューヨーク・タイムズなどの全国紙をはじめとした多くの報道機関が『デスレース』を報道した。エキシディは、同社の売り上げが大幅に伸びたのは、『デスレース』の全国的な知名度が高まったことによるものだと分析している。1977年末には、このゲームが新聞の見出しを飾ることはなくなった。

### 日本での展開と表現規制
本ゲームは日本においても少数が輸入・展開されたが、青少年育成国民会議などの団体が本ゲームの内容を「殺人ゲーム」であるとして糾弾し、さらには新聞紙面などにおいても同様に本作を「殺人ゲーム」であるとして批判する声が相次いだことから、1978年6月に輸入業者が電気用品取締法違反の容疑で逮捕されるに至った。

## 売上
アメリカでは、『RePlay』誌によると、1976年のアーケードゲームの中で8番目に高い売上を記録している。また、『Play Meter』誌によると、1977年のアーケードゲームの中で7番目に高い売上を記録している。

## 遺産
ファンスポットは、オールイエローの筐体に現役のアーケードマシンを設置している。サンフランシスコの Musée Mécaniqueには、アーケード版『デスレース』のオリジナルが存在する。また、イリノイ州ブルックフィールドのギャロッピング・ゴースト・アーケードにオリジナルの黒い筐体が寄贈された。日本では長野県の高井商会が筐体を保有しており、2015年から2016年にかけて開催された企画展『あそぶ！ゲーム展 -ステージ1：デジタルゲームの夜明け-』に筐体が出展されたことがある。
2016年、バイナリー・スター・ソフトウェアから「Nox / Death Chase」というデュアルタイトルカートリッジが発売された。 『デス・チェイス』は、1980年代の家庭用ビデオゲーム機Vectrexのベクターグラフィックスで、1970年代の『デスレース』の見た目、操作性、遊び方を再現している。